# Kurtukahtshokka
Kurtukahtshokka är ett berg i Finland. Det ligger i Enare i landskapet Lappland, i den norra delen av landet, 1 000 km norr om huvudstaden Helsingfors. Toppen på Kurtukahtshokka är 510 meter över havet, eller 132 meter över den omgivande terrängen. Bredden vid basen är 1,8 km.
Terrängen runt Kurtukahtshokka är huvudsakligen platt, men åt sydväst är den kuperad.  Trakten runt Kurtukahtshokka är nära nog obefolkad, med mindre än två invånare per kvadratkilometer. Det finns inga samhällen i närheten. Omgivningarna runt Kurtukahtshokka är i huvudsak ett öppet busklandskap.